# إدواردو هرنانديز سونسيكا
إدواردو هرنانديز سونسيكا (بالإسبانية: Eduardo Hernández-Sonseca)‏ مواليد 21 يونيو 1983 في مدريد، هو لاعب كرة سلة إسباني بدأ مسيرته الاحترافية في سنة 2000 يلعب في الدوري الفنزويلي لكرة السلة كلاعب وسط. يبلغ طوله 6 قدم 11.5 بوصة (2.1 م).

## فرق لعب لها
- ريال مدريد بالونكيستو
- ريال مدريد
- جوفينتوت بادالونا
- بلباو باسكت
- نادي بلد الوليد لكرة السلة
- ساسكي باسكونيا

## روابط خارجية
- إدواردو هرنانديز سونسيكا على موقع الدوري الأوروبي لكرة السلة (الإنجليزية)
- إدواردو هرنانديز سونسيكا على موقع الدوري الإسباني لكرة السلة (الإسبانية)
- إدواردو هرنانديز سونسيكا على موقع كرة السلة الأوروبية.كوم (الإنجليزية)
- إدواردو هرنانديز سونسيكا على موقع ريلجم (الإنجليزية)
- إدواردو هرنانديز سونسيكا على موقع بروبوليرز (الإنجليزية)
- إدواردو هرنانديز سونسيكا على موقع سبورتس رفرنس (الإنجليزية)